# 1-я армия ПВО особого назначения
1-я Краснознамённая армия ПВО особого назначения (1-я армия ПВО ОН) — оперативное объединение войск противовоздушной обороны СССР и Войск ПВО Российской Федерации с 1953 по 1994 год.
Объединение входило в состав Московского округа ПВО и выполняло задачи по противовоздушной обороне Москвы.

## История
В августе 1950 года Правительство СССР приняло решение о создании кольцевой зоны противовоздушной обороны вокруг Москвы. В качестве основного вооружения противовоздушных формирований была выбрана стационарная зенитная ракетная система С-25 «Беркут». По плану предполагалось рассредоточить в два эшелона вокруг Москвы 56 зенитно-ракетных полков вооружённых ЗРК С-25, которые должны были обеспечить поражение воздушных целей на глубине 100 километров и досягаемостью по высоте около 25 километров.
Первое испытание С-25 прошло в июле 1951 года. В 1953 году был опробован опытный образец станции для наведения ракет Б-200. Одновременно были начаты работы по обустройству и строительству ракетных позиций и военных городков для будущих формирований противовоздушной обороны.
Объединение было создано в составе Московского округа ПВО 24 октября 1952 года, с дислокацией управления армии в городе Балашихе Московской области.
С конца 1952 и в течение 1953 года происходило создание частей 1-й армии ПВО.
В начале декабря 1953 года создание 1-й армии ПВО особого назначения было завершено. В составе армии было образовано 4 корпуса ПВО.
В марте 1954 года в объединение были поставлены комплексы С-25 с последующей настройкой аппаратуры, доводкой узлов и агрегатов комплексов.
В августе 1954 года объединение вошло в состав войск Московского округа противовоздушной обороны. С окончанием приёмо-сдаточных работ всех зенитно-ракетных комплексов, пришедших на начало 1955 года, система С-25 была принята на вооружение.
Для полноценного функционирования частей и соединений 1-й армии ПВО вокруг Москвы было построено два кольца бетонных автомобильных дорог с общей протяжённостью в 2000 километров, с удалением от центра Москвы примерно на 50 и 100 километров. Зенитно-ракетные полки были рассредоточены по внешнему и внутреннему кольцу. На внешнем кольце было рассредоточено 34 полка, на внутреннем кольце — 22 полка.
В истории Войск ПВО СССР 1-я армия ПВО стала первым объединением, полностью оснащённым зенитно-ракетной техникой
В апреле 1955 года, в ходе учений на полигоне Капустин Яр, личный состав зенитно-ракетного полка 1-й армии ПВО выполнил боевую стрельбу управляемыми ракетами. В общей сложности все полки 1-й Армии ПВО в состоянии были произвести одновременный обстрел около 1000 воздушных целей из расчёта 3 ракеты на каждую цель. В сентябре 1955 года радиотехнические центры ближней и дальней разведки заступили на боевое дежурство.
В 1956 году стрельбы боевыми ракетами на полигоне Капустин Яр провели 26 полков из состава 1-й армии ПВО. В июле 1956 года зенитные ракетные полки второго эшелона приступили к несению боевого дежурства.
В состав 1-й армии ПВО особого назначения на начало 1960 года входили:
- Управление армии — Балашиха (войсковая часть 32396)

- -     - 9-й узел связи — Балашиха;
    - 236-й гвардейский зенитный ракетный полк — Митино;

  - 1-й корпус ПВО специального назначения — Видное;
  - 6-й корпус ПВО специального назначения — Балашиха;
  - 10-й корпус ПВО специального назначения — Долгопрудный;
  - 17-й корпус ПВО специального назначения — Одинцово.

В состав каждого из корпусов ПВО входило: 14 зенитно-ракетных полков, 1 отдельный батальон связи и 1 радиотехнический центр.
Каждый из зенитно-ракетных полков имел на вооружении 60 пусковых установок.
Радиотехнический центр первоначально представлял собой соединение из нескольких отдельных радиотехнических рот, осуществлявших радиолокационное обеспечение. К 1986 году все радиотехнические центры были переименованы в отдельные радиотехнические батальоны, а в 1988 году — в радиотехнические полки.
7 ноября 1960 года части 1-й армии ПВО вместе с боевой техникой участвовали в военном параде на Красной площади.
С 1963 по 1964 год на внешнем кольце были развёрнуты дивизионы ЗРК С-125 для уничтожения воздушных целей на низких высотах.
В августе 1978 года начались работы по перевооружению объединения на ЗРК С-300. Новые комплексы заступили на боевое дежурство к июлю 1982 года.
В сентябре 1982 года части 1-й армии ПВО провели боевые стрельбы из ЗРК С-300 на полигоне Капустин Яр.
18 ноября 1982 года 1-я армия ПВО особого назначения Указом Президиума Верховного Совета СССР была награждена орденом Красного Знамени за успешное освоение новой боевой техники.
К 1983 году на командных пунктах корпусов закончилось оснащение автоматизированных систем управления нового поколения для управления зенитно-ракетными частями.
В апреле 1988 года система С-25 была снята с вооружения.
В июне 1988 года все 4 корпуса ПВО в составе 1-й армии ПВО были переформированы в дивизии ПВО.
В октябре 1994 года все дивизии ПВО были переформированы в бригады ПВО. Год спустя в октябре 1995 года произошло обратное переформирование из бригад ПВО в дивизии ПВО.
1 декабря 1994 года 1-я Краснознамённая армия ПВО особого назначения была переформирована в 1-й Краснознамённый корпус ПВО.

## Состав объединения на 1991 год
Всего в составе 1-й армии ПВО особого назначения после реформирования в июне 1988 года находились: 1 отдельная радиотехническая бригада; 4 дивизии ПВО включавшие в себя 26 зенитно-ракетных полков С-300 и 4 радиотехнических полка.
Состав на июль 1988 года был следующим:
- Управление армии — Балашиха;

- -     - 1082-й командный пункт — Балашиха;
    - 9-й узел связи Балашиха;
    - 2366-й отдельный батальон кабельной связи — Мытищи;
    - 669-й отдельный батальон по обслуживанию и восстановлению техники — Истра;
- 52-я отдельная радиотехническая бригада — Мытищи:

- -     - 2317-й отдельный радиотехнический батальон — Кашира;
    - 2318-й отдельный радиотехнический батальон — Костерёво (Владимирская область);
    - 2319-й отдельный радиотехнический батальон — Савёлово (Тверская область);
    - 2320-й отдельный радиотехнический батальон — Горетово.
- 86-я дивизия ПВО специального назначения — Видное:

- -     - 635-й зенитный ракетный полк — Степанщино;
    - 628-й зенитный ракетный полк — Торбеево;
    - 705-й зенитный ракетный полк — Нижнее Шахлово;
    - 16-й зенитный ракетный полк — Фенино;
    - 614-й зенитный ракетный полк — Пестово;
    - 549-й зенитный ракетный полк — Кленово;
    - 499-й отдельный батальон связи — Видное;
    - 9-й радиотехнический полк — Кашира;
    - 1486-я ракетная техническая база — Толбино;
    - 225-я техническая база Белые Столбы.
- 87-я дивизия ПВО специального назначения — Балашиха:
  -     - 674-й зенитный ракетный полк — Яковлево;
    - 799-й зенитный ракетный полк — Дубки;
    - 654-й зенитный ракетный полк — Кашино;
    - 756-й зенитный ракетный полк — Новое;
    - 629-й зенитный ракетный полк — Каблуково;
    - 606-й зенитный ракетный полк — Захарово;
    - 501-й отдельный батальон связи — Балашиха;
    - 14-й радиотехнический полк — Костерёво (Владимирская область);
    - 1488-я ракетная техническая база — Макарово;
    - 194-я техническая база — Фрязево.
- 88-я дивизия ПВО специального назначения — Долгопрудный:
  -     - 789-й зенитный ракетный полк — Введенское (Клин-7);
    - 17-й зенитный ракетный полк — Борозда (Клин-9);
    - 658-й зенитный ракетный полк — Малое Рогачёво;
    - 722-й зенитный ракетный полк — Ковригино;
    - 748-й зенитный ракетный полк — Ерёмино;
    - 584-й зенитный ракетный полк — Марьино;
    - 566-й зенитный ракетный полк — Дубровка;
    - 21-й радиотехнический полк — Савёлово (Тверская область);
    - 187-й отдельный батальон связи — Долгопрудный;
    - 1491-я ракетная техническая база — Трудовая.
- 89-я дивизия ПВО специального назначения — Одинцово:
  -     - 791-й зенитный ракетный полк — Ворсино;
    - 662-й зенитный ракетный полк — Нестерово;
    - 650-й зенитный ракетный полк — Денково:
    - 6-й зенитный ракетный полк — Архангельское;
    - 709-й зенитный ракетный полк — Лысково;
    - 612-й зенитный ракетный полк — Глаголево;
    - 625-й зенитный ракетный полк — Функово;
    - 250-й отдельный батальон связи — Одинцово;
    - 25-й радиотехнический полк — Горетово;
    - 190-я техническая база — Голицыно;
    - 1494-я ракетная техническая база — Истра.

## Командование
Командующие 1-й армии ПВО особого назначения:
- генерал-лейтенант артиллерии Казарцев Александр Игнатьевич — 1953—1954
- генерал-полковник артиллерии Казаков Константин Петрович — 1954—1958
- генерал-лейтенант артиллерии Долгополов Пётр Александрович — 1958—1961
- генерал-полковник Окунев Василий Васильевич — 1961—1966
- генерал-лейтенант артиллерии Радчук Василий Моисеевич — 1966—1969
- генерал-лейтенант артиллерии, с 25.10.1979 генерал-полковник артиллерии Черкашин Николай Фёдорович — 1969—1979
- генерал-лейтенант артиллерии, с 26.04.1984 генерал-лейтенант, с 18.02.1985 генерал-полковник Шпаков Николай Петрович — 1979—1987
- генерал-майор, с 29.04.1988 генерал-лейтенант Бочков Анатолий Иванович — 1987—1994